# Lasiostola interrupta
Lasiostola interrupta là một loài bọ cánh cứng trong họ Tenebrionidae. Loài này được Reitter miêu tả khoa học năm 1901.